# Paul Collet (volksvertegenwoordiger)
Paul Collet (Nijvel, 29 juli 1889 - 22 juli 1952) was een Belgisch volksvertegenwoordiger, advocaat en kunstenaar.

## Levensloop
Collet promoveerde tot doctor in de rechten aan de Katholieke Universiteit Leuven in 1911 maar het is pas in 1923 dat hij zich inschreef bij de balie van Nijvel. In 1945-1947 was hij stafhouder.
Vanaf 1921 was hij een Waals militant en vertegenwoordigde Nijvel in de Assemblée wallonne. Hij werd lid van het bestendig bureau. Na de oorlog was hij voorzitter van de lokale sectie van Wallonie Libre.
In 1936 werd hij verkozen als volksvertegenwoordiger voor het arrondissement Nijvel op de lijst van Rex. In 1939 verliet hij de partij na een hevige twist met Léon Degrelle en stelde zich geen kandidaat meer.

## Kunstenaar
Collet heeft ongeveer 2.000 tekeningen, waterverfschilderijen, etsen, litho's nagelaten, alsook een grote hoeveelheid foto's van zijn streek.
Hij introduceerde in België het uitvoeren van prenten op linoleum. Hij was het ook die de naam Roman pays de Brabant gaf aan zijn geboortestreek in Waals-Brabant. Hij stichtte en redigeerde het tijdschrift Roman Pais de Brabant.
Een monument werd voor hem opgericht in het Nijvelse stadspark 'La Dodaine' (1967) en in 1989 werd de honderdste verjaardag van zijn geboorte herdacht.

## Publicatie
- Nivelles en roman pays de Brabant, Nijvel, 1922.